# Josep Carreras i Coll
|  | Aquest article tracta sobre el tenor català. Si cerqueu l'aviador català, vegeu «Josep Maria Carreras i Dexeus». |

Josep Maria Carreras i Coll (Barcelona, 5 de desembre de 1946), conegut artísticament com a Josep Carreras o José Carreras, és un tenor català. La seva càlida i bella veu, especialment en el registre mitjà, i la passió que posa en les interpretacions fan que sigui un gran intèrpret del repertori romàntic i verista italià. Seguint els passos de Jaume Aragall, estudià cant amb el seu mestre Jaume Francisco Puig.
El seu repertori inclou seixanta rols operístics i més de sis-centes cançons (lieder) i àries. Ha protagonitzat diverses filmacions operístiques per a televisió, cinema i vídeo. Té una extensa discografia que inclou més de 150 gravacions entre les quals destaquen 50 òperes completes, oratoris, recitals clàssics i de música popular. Ha rebut nombrosos discs d'or i de platí arreu del món.
Ha cantat als teatres i festivals més importants del món, incloent-hi el Teatre alla Scala de Milà, el New York Metropolitan Opera House, la San Francisco Opera, la Viena Staatsoper, la London's Royal Opera House, l'Òpera de Múnic, la Chicago's Lyric Opera; i els festivals de Salzburg, Ais de Provença, Edimburg i Verona.
Josep Carreras ha col·laborat amb els més prestigiosos directors d'orquestra -tals com Herbert von Karajan (amb una relació artística i personal que va durar més de dotze anys i que inclou representacions a Salzburg, Berlín i Viena), Claudio Abbado, Riccardo Muti, Lorin Maazel, Riccardo Chailly, Colin Davis, Giuseppe Sinopoli, James Levine, Carlo Maria Giulini, Leonard Bernstein i Zubin Metha- a més de destacats directors d'escena, com Franco Zeffirelli, Jean Pierre Ponnelle, Giorgio Strehler, Luigi Comencini i Harold Prince.
Carreras també és conegut per la feina humanitària com a president de la Fundació Josep Carreras contra la leucèmia, que ell mateix fundà el 1988, després de recuperar-se d'aquesta greu malaltia.
En els Jocs Olímpics de 1992 va interpretar al costat de Sarah Brightman la cançó Amics per sempre.

## Biografia

### La infantesa
Fou el més petit dels tres fills que tingueren Antònia Coll i Saigi i Josep Carreras i Soler. Ell mateix ha descrit la seva infantesa al barri de Sants de Barcelona com a feliç i completament despreocupada, cosa que representa en bona part un homenatge als seus pares, donades les condicions econòmiques en la Catalunya de postguerra.
Durant la República, son pare era professor de francès i pel fet d'haver lluitat amb els republicans va ser obligat a deixar la feina un cop acabada la guerra civil. La família va provar d'emigrar a l'Argentina el 1951 a la recerca d'una millor qualitat de vida, però no se'n sortiren i retornaren a Barcelona al cap de pocs mesos. Finalment son pare hagué d'acceptar la feina de guàrdia urbà, que va exercir durant molts anys. Sa mare tenia una petita perruqueria.
Ja de molt petit li agradava molt de cantar. Cantava als passatgers en el vaixell de vapor que els va tornar de l'Argentina a Barcelona, cantava també a les clientes de la perruqueria de sa mare, de les quals rebia propines que fins i tot havien arribat a ser d'un duro. L'any 1953, als sis anys, l'endemà de veure la pel·lícula El Gran Caruso, protagonitzada per Mario Lanza, al cinema Gayarre de Barcelona, ja cantava a la família totes les àries que apareixen al film, especialment La donna è mobile de Rigoletto, amb la qual tenia una fascinació especial.
Fou aleshores que els seus pares, amb l'encoratjament del seu avi Salvador Coll, un baríton afeccionat, i veient el talent del nen, el porten a l'Orfeó de Sants, on feia classes Magda Prunera, la mare d'un dels seus amics d'infantesa, per començar a rebre lliçons de veu i piano. A la mateixa edat, fa la seva primera actuació en públic, cantant La donna è mobile a Ràdio Nacional d'Espanya acompanyat al piano per Magda Prunera. Aquest enregistrament existeix i es pot sentir a Josep Carreras - A Life Story, la biografia en vídeo.
Un any més tard, Magda el recomana i comença a estudiar música al Conservatori Municipal de Barcelona. Quan acabava de fer deu anys, son pare el va portar per primer cop al Gran Teatre del Liceu, per veure des del cinquè pis la representació d'Aida amb Renata Tebaldi i Umberto Borsò en els principals papers.
| « | El meu pare em va acompanyar al Teatre del Liceu vestit amb uniforme de gala de guàrdia urbà i jo duia el vestit de la primera comunió. I vaig pensar: en aquest teatre hi cantaré jo algun dia, segur. | » |

### Primer paper al Liceu amb onze anys
A l'edat d'onze anys, l'aleshores director del Liceu Joan Antoni Pàmias, encara no se sap ben bé per què, el va anar a cercar per fer-lo debutar el 3 de gener de 1958 al Gran Teatre del Liceu, com a soprano masculí en el paper infantil del narrador Trujaman a El retablo de Maese Pedro de Falla. Fou una magnífica actuació que va ser aclamada pel públic assistent i per la crítica.
Al cap d'uns dies, el 31 de gener, interpreta un altre paper secundari del segon acte de La Bohème de Puccini. Tot i que el primer era més consistent -li va costar tres mesos d'assaig amb la professora Magda-, el segon, més ínfim, tingué l'atractiu d'aparèixer en escena al costat de la soprano que un any abans tant havia aplaudit, Renata Tebaldi.
Pràcticament un any despés, l'1 de gener de 1959, torna a fer el paper de nen en l'òpera Amunt!, del compositor català Joan Altisent. Però en aquests moments la veu li comença a fer el típic procés de canvi propi de la pubertat i no és fins als 18 anys que la veu de nen soprano es converteix en veu de tenor.

### Preparant la veu
Veient l'èxit aconseguit, Pàmias tenia previst estrenar al Liceu l'òpera de Gian Carlo Menotti Amahl que tenia com a principal paper una veu infantil. Però la veu de Josep ja havia començat a canviar i no va poder acceptar.
L'any 1965, la família pateix una gran tragèdia amb la mort ràpida de la seva mare, la dona que durant tots aquells anys l'havia acompanyat en un abonament els dissabtes a la nit al Liceu. Una d'aquelles nits de l'any 1962, va tenir l'ocasió de sentir l'òpera de Verdi Un ballo in maschera interpretada pel gran tenor italià Giuseppe Di Stefano. Des d'aquell dia es convertiria en un gran fan d'aquest tenor escoltant les seves gravacions, i potser per això Carreras aprofundí en l'expansivitat vocal i en la dicció impecable.
Durant aquest temps, acaba el batxillerat i ingressa a la Universitat de Barcelona per estudiar química, aconsellat pel seu germà Albert i el seu cunyat Ramir que acabaven de muntar una fàbrica de cosmètics. Però després de dos anys els abandona per concentrar-se en els estudis de cant que no havia deixat.

### Debut al Liceu
Després de tres anys al Conservatori del Liceu, seguint la formació de Jaume Francisco Puig com Aragall i Sardinero, mestre dotat d'un exquisit gust i musicalitat basat en una noble línia de cant i una dicció impecable, Josep es planteja la possibilitat d'ampliar els seus estudis a Itàlia com feien la majoria de cantants lírics. Però en aquells moments coneix Joan Ruax, un mestre sense títol oficial però amb una gran capacitat didàctica que va ser decisiu en la seva formació. De fet, ell mateix l'ha descrit com el seu pare artístic.
La primavera del 1969, el mestre Ruax considera que Josep ja està preparat per començar la seva carrera operística i prepara una audició davant l'empresari Pàmias que regia la direcció del Liceu. Va cantar una ària d'Alfredo Germont de La Traviata i una altra de Don José de Carmen. Per acabar-se de convèncer, li van demanar si era capaç de cantar un fragment d'una partitura que li lliuraven en mà. Sembla que aquella sol·licitud va ser reeixida perquè en la propera temporada el va interpretar al costat de la ja cèlebre soprano Montserrat Caballé.
Aquest fragment corresponia a un paper menor de Flavio de la Norma de Bellini, amb el qual es va estrenar al Liceu el dia 8 de gener de 1970. Malgrat les poques frases d'aquest personatge, crida l'atenció de la mateixa Caballé, que interpretava el paper principal de Norma, i que el va escollir com a co-protagonista per la següent òpera que cantés al Liceu. Abans, però, Carreras va obtenir la segona actuació entre el 4 i 9 de febrer, ara amb el paper d'Ismaele de Nabucco, una mica més extens. Aquí els crítics ja comencen a fixar-se en aquest jove talent. Gilbert Price, de la revista Opera, escriu: "Un jove cantant català, Josep Carreras, en el seu primer paper important, ha revelat una veu de tenor líric de gran promesa." Xavier Montsalvatge escriu a La Vanguardia: "La presència de Josep Carreras en el repartiment s'ha de considerar com un encert que ha permès a aquest artista de manifestar-se amb un primer paper de responsabilitat, és artista de clares facultats que a partir d'ara pot avançar segur en la seva carrera."
El 19 de desembre de 1970 arribava l'òpera que Caballé havia triat per fer debutar al seu costat a Carreras: Lucrezia Borgia, de Donizetti, convertint-se en el seu primer paper adult principal, i de fet considerat el seu debut real com a tenor. Naturalment les crítiques se centren en la figura de Montserrat Caballé, però el debut de Carreras no passava desapercebut. Gilbert Price escriu: "Josep Carreras va fer servir la seva magnífica veu i el seu temperament ardent amb bon efecte com a fill de Lucrezia, Genaro, però hauria d'anar amb compte de no permetre que la seva línia vocal en música de bel canto com aquesta quedés distorsionada per canvis de vocals o efectes de verisme." Un mes després interpretava el paper de Siebel a Faust.
Carreras va conèixer la seva primera dona, Mercè Pérez, mentre assistia a un espectacle al Liceu. Es van casar a la catedral de Barcelona. Carreras va tenir l'oportunitat de cantar amb Montserrat Caballé al Royal Festival Hall i va ser elogiat per la crítica per la seva bellesa vocal i la seva capacitat per comunicar. Una mostra del seu caràcter, des de ben jove, va ser quan va fer aturar una representació al Liceu per fer callar al públic que es bellugava i parlava.

### Concurs de cant de Parma
El mateix mes participa en la preselecció del concurs de cant de veus verdianes de Parma, a Itàlia. Arriba a la final del mes d'octubre i el guanya. El premi va ser múltiple, va suposar una bona suma en metàl·lic, un immens prestigi i un contracte per cantar-hi òpera. El títol triat va ser La bohème al costat de la soprano Katia Ricciarelli.
El primer encontre entre José Carreras i Montserrat Caballé va ser un gran èxit tant artísticament com sentimentalment, ja que van compartir una relació durant anys. El seu èxit va ser tal que l'any següent van ser contractats junts per fer Un ballo in maschera. Aquesta oportunitat també va obrir les portes per a Carreras per establir una relació professional amb Giuseppe Di Stefano i per ser contractat per cantar a La Scala.
El guardó li va obrir les portes dels teatres italians i, més tard, dels europeus i americans. Amb aquest premi, Josep Carreras va entrar de ple en el circuit dels grans cantants internacionals, encadenant una actuació darrera l'altra. Així, aquella tardor del 1971 va cantar Lucrezia Borgia a París dues vegades, la segona amb Montserrat Caballé, La Traviata a Praga, la sarsuela Maruxa a Madrid, Lucia di Lammermoor a Menorca i Rigoletto a Tenerife.
El 14 de novembre de 1971, després d'assajar a tota velocitat, obre la temporada del Liceu i torna a interpretar al duc de Màntua de Rigoletto, per substituir al tenor Pedro Lavirgen que s'havia posat malalt.

### Explosió internacional
El repertori de Carreras anava augmentant amb un grapat d'òperes que s'ajustaven a les seves capacitats vocals d'aleshores. El 1972, debutà sobre una escena americana, a la City Opera de Nova York, on va interpretar el paper de Pinkerton a Madama Butterfly. L'èxit va ser tan intens que li foren encarregats els papers de La bohème, La Traviata i Lucia di Lammermoor en un sol mes. Hi va cantar durant tres temporades seguides fins que va arribar el debut al Metropolitan Opera el 18 de novembre del 1974 amb Tosca.
El New York Times destacà a la seva secció d'art l'actuació de Josep Carreras en la seva primera presentació del 24 de setembre de 1972 del personatge principal de La Traviata. El diari assenyalava que tot i que el tenor es va mostrar una mica tímid en escena durant el primer acte, va saber atreure's al públic amb el juvenil aspecte que va donar a la seva interpretació, un no sé què d'atractiu i d'ingenu. Una mica en el seu somriure, que captivà immediatament el cor dels assistents perquè posseeix una veu neta i clara, i de vegades delicadament sòlida i colorista.
Carreras començava a créixer. Així ho referia Lofti Mansouri, director de l'Òpera de San Francisco: "Una de les estrelles operístiques més completes amb qui he treballat mai... La seva musicalitat, intel·ligència, habilitat dramàtica, per no esmentar la seva preciosa veu, el fan un artista total."
Entre el 1974 i 1975, s'estrena a quatre dels millors teatres del món: a l'Staatsoper de Viena amb el paper del duc de Màntua de Rigoletto; al Royal Opera House de Londres com a Alfredo a La Traviata; al Metropolitan de Nova York com a Cavaradossi a Tosca; i La Scala de Milà com a Ricardo a Un ballo in maschera. A l'edat de 28 anys, Josep Carreras ja havia interpretat 24 papers diferents de primer tenor del repertori líric.
Un ballo in Maschera està molt lligada a la seva vida artística i personal. És un dels rols que més èxits ha reportat al tenor i que curiosament no va cantar mai al Liceu. Carreras va deixar d'interpretar aquesta òpera el 1982 després d'haver cantat aquest personatge unes 50 vegades a l'any durant deu anys seguits.
Carreras s'havia casat amb Mercè Pérez el 1971. El seu fill Albert va néixer el 1972, l'endemà que Carreras hagué cantat Riccardo per primera vegada a Parma. La seva filla Júlia naixia el 1977, l'endemà d'enregistrar la mateixa òpera a Londres. En el moment culminant de la seva carrera, Josep Carreras estava sobre unes 70 actuacions l'any i viatjava gairebé constantment al voltant de tot el món. Malgrat ser un home intensament privat, en unes quantes entrevistes ha al·ludit als problemes de combinar una carrera d'òpera internacional amb una vida familiar. El 1992 Carreras es divorcia de la seva muller i va tornar a casar el 2006 amb Jutta Jäger, amb qui ja havia tingut una relació sentimental entre 1985 i 1991, i finalment es van divorciar el 2011.
El 18 de març de 1975, l'anunciada aparició de Montserrat Caballé al Carnegie Hall novaiorquès dins de la sèrie d'estrelles de Columbia Artists, fou substituïda per un recital conjunt de Katia Ricciarelli i Josep Carreras. El 1976, Miguel Angel Gómez, director de l'Staatsoper Unter den Linden el dirigeix a La Bohème, Tosca i Un ballo in maschera.

### Encontre amb Karajan i èxit a Viena
Aquell mateix any, Herbert von Karajan, el crida per gravar el Don Carlo de Giuseppe Verdi al festival de Salzburg. A partir d'aquell moment es converteix en el seu tenor i comença una llarga trajectòria de més d'una dècada treballant tots dos plegats. Una altra gravació molt afortunada va ser el Rèquiem de Verdi. «Un espanyol conquesta Viena», titulava el 14 de febrer el diari Kurier, de màxima circulació a la capital austríaca, en la seva tercera pàgina, dedicada a temes culturals. La imatge del tenor Josep Carreras encapçalava
l'extens i elogiós reportatge, en què es feia ressò del gran èxit de crítica i de públic que Carreras havia obtingut recentment a l'Òpera vienesa amb Tosca. A la vegada, anunciava que cantaria La Gioconda, el 1978, i Aida, a Salzburg, el 1979, sota la direcció de Herbert von Karajan. El juny, al costat de Mirella Freni, i dirigits per Karajan i per Franco Zeffirelli en la part escènica, La Bohème esdevé un èxit definitiu a Viena i ja se'l considera el successor de Giuseppe di Stefano, cantant un Rodolfo inoblidable. L'impacte de l'obra sobre el públic va ser tan gran, que en acabar l'òpera un llarg silenci va precedir els primers aplaudiments. Després va ser una ovació que va durar més de quaranta minuts i que no va aconseguir ser interrompuda pel teló metàl·lic.
Al costat de la soprano Montserrat Caballé i el tenor Plácido Domingo, Carreras va ser elegit el 1977 per intervenir en les solemnitats líriques que es desenvoluparen al famós teatre de la Scala de Milà, amb motiu de la commemoració del bicentenari d'aquest coliseu, on interpretà Don Carlo dirigit per Claudio Abbado. A la fi de l'any torna a cantar al costat de Montserrat Caballé i Vicenç Sardinero per gravar Lucia di Lammermoor, dirigits per Jesús López Cobos. Acabà l'any al Liceu al costat d'Ileana Sinnone a La bohème.
El 27 de març de 1978 intervé a l'Alice Tully del Lincoln Center de Nova York en l'homenatge a Frederic Mompou al costat del mateix compositor i Alicia de Larrocha. Carreras va haver repetir l'última cançó, interpretada en català, enmig dels crits del públic que s'havia posat dempeus per aclamar els artistes. Tres dies després cantà Tosca al Metropolitan Opera de Nova York
La revista italiana Panorama, per a La discoteca ideal, elegeix Josep Carreras entre les seixanta millors veus líriques del moment. Concretament el defineix com un tenor amb un "timbre bellíssim, obert, clar que afronta la interpretació dels «Grans» italians, de Mercadante a Verdi".
Al Festival de Salzburg de l'any 1979, Josep Carreras figura al ventall d'Aida sota la direcció de Herbert Von Karajan, al costat de Mirella Freni i Piero Cappuccilli.
A la segona quinzena de març de 1979, Caballé i Carreras oferiren un recital a la Sala Pleyel de París, amb una primera part amb obres de Massenet, Donizetti i Umberto Giordano, i amb una segona i tercera parts en què interpretaren alternativament àries de Rossini, Verdi, Bellini i Puccini. A l'estiu canta La bohème a Viena. L'agost, amb Karajan, va rendir un homenatge al director Karl Böhm en el seu 85è aniversari. Carreras, per un desig explícit de l'homenatjat va cantar la cançó Granada.
Josep Carreras figurà entre els protagonistes del començament de la temporada d'òpera a Viena.
Primer cantà el paper de Cavaradossi a Tosca i l'endemà havia de participar en la gran representació de la gala dedicada a l'UNICEF. Finalment no fou així per culpa d'un malentès entre Carreras i Plácido Domingo. Aquest havia demanat que se li concedís una pausa àmplia entre les seves dues participacions i a causa d'aquests canvis en el programa Josep Carreras havia d'anticipar seva ària d'Andrea Chénier. Ningú l'havia informat, però, d'aquest canvi i, per tant, el cantant no estava preparat quan se li va comunicar que ja arribava el seu número. Carreras es va enfadar molt.
També fou l'Adamés d'Aida al festival de Salzburg, una vegada més dirigit per Karajan. Al setembre de l'any següent torna a Viena com a Don José a Carmen, actuació que va ser gravada en disc i que va comptar amb la participació d'Agnes Baltsa i Katia Ricciarelli.

### Anys esplendorosos
Torna a actuar al Liceu a fer al costat de la Caballé a Andrea Chénier a la temporada 1979-80. Aprofita l'estada a Barcelona per actuar a un original concert en forma de marató lírica dedicat al Club Polimnia de Radio Peninsular. Entre altres cantants, l'acompanyaren Montserrat Caballé, Pedro Lavirgen, Vicenç Sardinero, Joan Pons, Enric Serra, Carme Hernández i Rosa Maria Isàs.
El 3 de juliol de 1980 actua en un concert extraordinari a la sala de l'Orfeó de Sants amb motiu de la celebració de les noces d'or del B.I.M, un club de bàsquet del barri de Sants en el qual Carreras havia jugat en la seva formació juvenil, encara que només faci 1,70 m d'alçada. Un mes després, deu mil persones cridaren "Carreras, Carreras!" a l'uníson a la plaça del Duomo de Milà, al final del recital del tenor català amb el qual es van clausurar els festivals d'estiu d'aquesta ciutat. Josep Carreras va cantar durant dues hores amb només quinze minuts deixar de cridar "Ets el més gran! i "Ets un Déu" i algunes dones van plorar durant el recital.
El tenor català va fer una actuació espectacular en la inauguració de la temporada d'òpera de Viena el 2 d'agost de 1980, interpretant el paper d'Eduardo en l'òpera tràgica Lucia di Lammermoor. El seu rendiment i el de la seva contrapart femenina, Edita Gruberova, van captivar a l'audiència, que va ovacionar i aplaudir enèrgicament durant cinc minuts després de les últimes escenes. El públic va seguir aplaudint després de la representació i els artistes van haver de fer múltiples sortides per respondre a les ovacions. Per Nadal, Carreras va tornar al Liceu per cantar La bohème al costat de Montserrat Caballé.
Carreras va demostrar la seva gran habilitat vocal en la seva actuació, amb un to càlid i vibrant, una dicció precisa i una emotivitat autèntica. A pesar de que en el primer acte va fer palesa una mica d'incertesa, va ser capaç d'enlluernar a l'audiència en les escenes següents i va oferir un gran final en conjunt amb Montserrat Caballé.
El febrer de 1981, Carreras va protagonitzar un incident a París, furiós perquè el públic el va xiular durant l'últim assaig general d'Un ballo in maschera, es va avançar cap als espectadors i els va obsequiar amb una gràfica botifarra, la notícia va aparèixer a la revista Paris Match. El mes següent, a Niça, canta una vegada més al costat de la Caballé a l'òpera Andrea Chénier.

### Al cim
El dia 20 del mes següent, Nova York es rendeix a la vetllada que els ofereixen dos il·lustres catalans: Montserrat Caballé i Josep Carreras.
En un programa que va incloure àries de Bellini, Donizetti i Rossini en la primera part, Montserrat Caballé va demostrar una vegada més la seva gran habilitat vocal i va oferir interpretacions memorables. Junts amb José Carreras, van mantenir un alt nivell en les interpretacions d'àries de l'època del bel canto. Carreras va ser reconegut com un dels tenors més talentosos del món, amb una veu bellíssima i un gran talent per a la interpretació, així ho va demostrar en la seva interpretació de La partida. La segona part va estar dedicada a les òperes de sarsuela de Caballero, Jiménez, Chapí, Sorozábal i Guerrero, i Carreras va ser destacat en les interpretacions d'àries musicals. El duo final del primer acte de La bohème va ser un dels moments més destacats de la nit.
El desembre cantà una Bohème, en una producció de Franco Zeffirelli, al Metropolitan de Nova York. Després participà en el tradicional festival nadalenc de cors de la catedral de Sant Patrici. La veu de tenor va ressonar a les àmplies naus de la catedral amb l'Avemaria de Schubert, i Bless this house de May Brahe.
El febrer de 1982 va actuar tres vegades al Liceu. L'11, en un concert novament al costat de Montserrat Caballé i sota la direcció del mestre Daniel Lipton, el 16 a Lucia di Lammermoor i el 18 a L'elisir d'amore. El primer es desenvolupà en un ambient d'adhesió incondicional als cantants, en un deliri col·lectiu d'ovacions generosíssimes i una cridòria ensordidora, amb un final de sessió gairebé d'infart.
L'1 de març, les ovacions provenien de La Scala de Milà.
Amb Montserrat Caballé, la mezzo Ielena Obraztsova i el baríton Leo Nucci, va inaugurar la temporada 1982-1983 del Liceu amb Don Carlo.
Giuseppe Di Stefano afirma en una entrevista del 1983 que Josep Carreras és el seu substitut perquè està dotat al màxim i és un cantant complet.
El juny del 1985, Montserrat Caballé i Josep Carreras varen cantar l'òpera Andrea Chénier al teatre de la Zarzuela de Madrid.

### La lluita contra la malaltia
El 1987, mentre estava al cim de la seva carrera, els metges li van diagnosticar una leucèmia aguda, deixant-li una oportunitat sobre deu de supervivència. Aquesta malaltia va interrompre la seva carrera de cantant durant més d'un any.
Des de 1988 presideix la Fundació Josep Carreras contra la leucèmia establerta a Barcelona i amb seus als Estats Units, Suïssa i Alemanya. Aquesta Fundació és avui, sens dubte, una de les seves prioritats més importants, i la raó per la qual segueix donant una seixantena de concerts cada any malgrat una lleugera transformació de la seva veu.
Després de la seva recuperació, una de les primeres persones que el va anar a veure fou el gran director austríac Herbert von Karajan, un músic amb qui tenia una afinitat gairebé instintiva. Carreras havia dit:
| « | Karajan et fa sentir com si fos el teu pare, dirigint-te només a tu. | » |

Havien col·laborat durant una dècada en teatres i en enregistraments i ara el volia ajudar. D'aquesta manera, refeia la seva carrera i retornava gradualment als escenaris així com a l'estudi.
En una entrevista breu abans de la seva mort el 1989, Karajan deia de Carreras:
| « | Si tingués l'aparell aquí us posaria el vídeo del Rèquiem de Verdi. Caruso cantava l'Ingemisco millor?, ho dubto. Ha tingut aquesta malaltia terrible, però està ple d'esperança. Segons el que m'ha dit ha estat una experiència terrible, però ara ha posat en marxa la seva Fundació per a ajudar altres víctimes, i això és una gran alegria per a ell. És una persona adorable, i com que encara és jove, tots nosaltres esperem que ara farà una nova carrera. | » |

### Retorn als escenaris

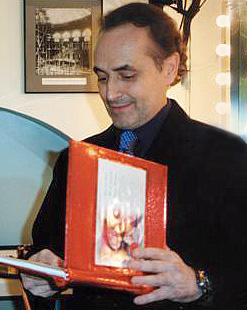
Josep Carreras al Royal Albert Hall el 2001

T'estimo de Grieg, en versió catalana, va ser la peça amb què Carreras es va retrobar amb el seu públic, en el multitudinari concert a l'avinguda Lluís Companys, el 1988 un cop superat el tràngol de la malaltia.
El 1990, centenars de milions de teleespectadors del món sencer van poder veure i sentir Els Tres Tenors al concert per a l'obertura de la Copa del món de futbol a Roma. Aquest concert, destinat a recollir fons per a la Fundació Carreras, va ser també l'ocasió del retrobament solemne entre el tenor i els seus dos amics Luciano Pavarotti i Plácido Domingo.
Després, va restringir les seves actuacions escèniques a una o dues produccions anuals, a part dels recitals benèfics per la seva fundació.

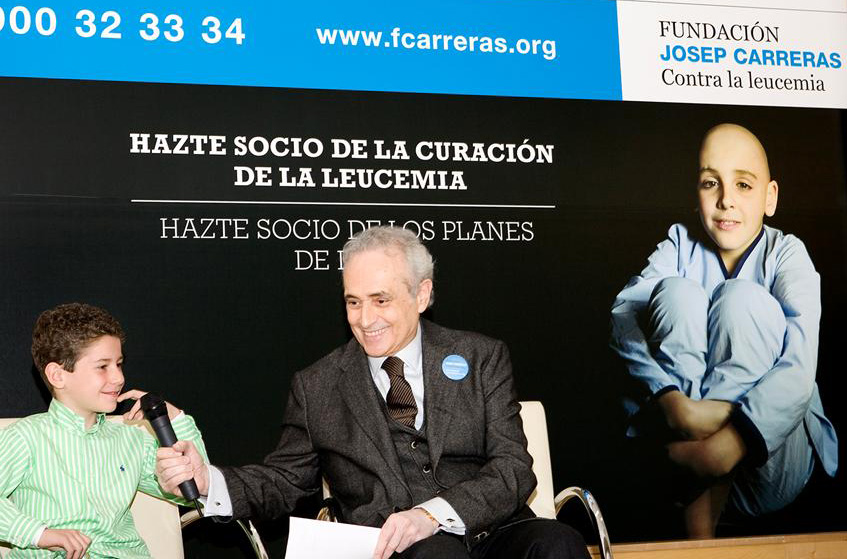
Josep Carreras amb un ex-pacient de leucèmia, durant la presentació de la campanya de sensibilització de 2009.

A més a més de l'art líric (el bel canto), Carreras s'ha introduït també en gèneres jutjats menors, com ara la sarsuela. Ha participat igualment, en escena com en estudi, a la comèdia musical West Side Story. El 2002 va ser el protagonista de la inauguració de l'auditori del Conservatori de Música de Vila-seca que des d'aleshores porta el seu nom.
El 2008, Josep Carreras celebrà amb un recital triomfal i carregat d'emocions, tant a l'escenari com a la sala, el 50è aniversari del seu debut al Gran Teatre del Liceu. Els aplaudiments varen durar una hora.
El maig de 2009, el tenor barceloní va anunciar que donava per acabada la seva carrera a l'òpera per les exigències físiques d'aquests papers i va assegurar que limitaria les seves actuacions a recitals en els quals se sentia més còmode. El mateix mes fou guardonat amb un premi a tota una vida en els premis Classical Brits de música clàssica, a l'auditori Royal Albert Hall de Londres. A l'acte hi assistí Plácido Domingo, qui al costat de Carreras i Pavarotti ostenten l'honor d'haver participat en el disc més venut de la història de la música clàssica.
L'abril de 2014, al teatre Arriaga de Bilbao, va fer una excepció i va crear el paper de Frederic, el jutge a El juez (los niños perdidos) del compositor austríac Christian Kolonovits. El tenor ho considerà un repte personal el fet de portar el pes del protagonisme d'una òpera contemporània de dues hores i mitja de durada. Carreras va aguantar bé les tres funcions, en què va aconseguir grans i prolongats aplaudiments del públic. A més, el tenor va confessar sentir-se molt motivat per afrontar la representació d'aquesta obra de Kolonovist el mes d'agost, al Festival Internacional del Tirol (Àustria), on la representarà amb el mateix elenc.

## Homenatges

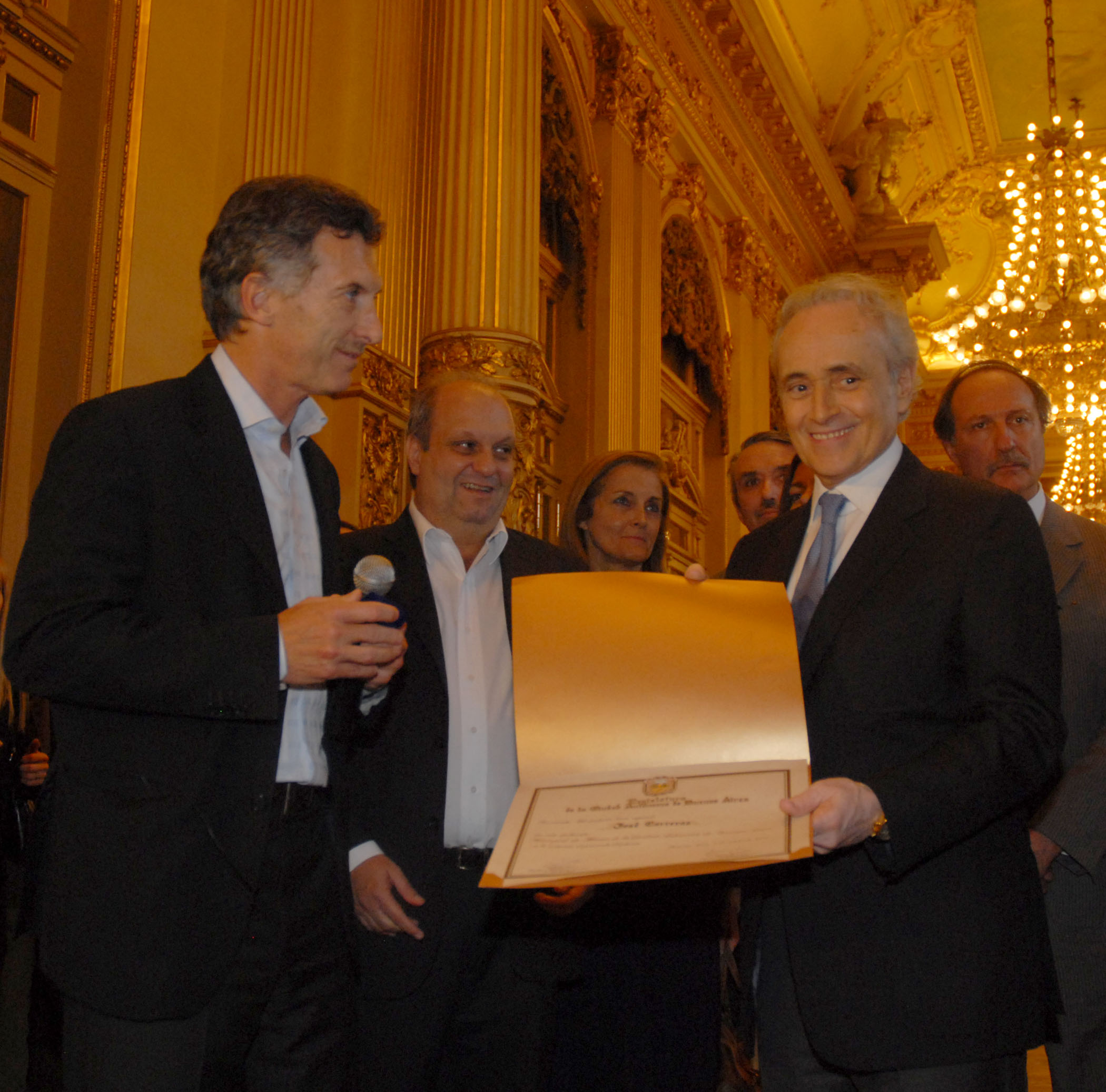
Josep Carreras rep de l'alcalde de Buenos Aires, Mauricio Macri, el pergamí de visitant il·lustre de la ciutat al Teatro Colón (2009)

El 17 de juny de 2008, Josep Carreras celebrà amb un recital el 50è aniversari del seu debut al Gran Teatre del Liceu. Carreras feu un repertori variat, tot i que amb accent bàsicament italià, que anava de les arie antiche barroques a les napolitanes passant per les melodies de saló, un parell de peces llatinoamericanes i dos exemples d'Eduard Toldrà. El recital es complementà amb una emotiva exposició al Foyer que fa un recorregut per la vida artística del tenor.
L'exposició del tenor Josep Carreras al Liceu de Barcelona va ser una mostra de la seva vida i carrera, amb una gran quantitat de materials, des de fotos i audiovisuals fins a vestits d'òpera i cartells de les seves actuacions a les escenes més importants del món. Els visitants van poder veure les seves primeres actuacions al Liceu, així com el seu retorn després de superar una malaltia, a través d'imatges i objectes que mostraven la seva humanitat i les seves relacions amb altres artistes.
L'auditori del Conservatori de Vila-seca que va inaugurar el 2002 porta el seu nom.

## Carreras i Catalunya
Josep Carreras ha mantingut sempre un fort vincle amb Barcelona, la seva ciutat natal, i amb Catalunya, el seu país. A banda de les múltiples actuacions al Liceu, ha enregistrat diversos treballs en llengua catalana, com "Et portaré una rosa" (1987), amb composicions d'Antoni Parera Fons i lletres de Josep M. Andreu, Carreras canta a Catalunya (1990), amb cançons del repertori popular català (editat també per al públic internacional amb el títol José Carreras Sings Catalan Songs), o Junts (2004), fruit de l'actuació que va fer conjuntament amb Lluís Llach el 29 de desembre de 2003 al Palau Sant Jordi de Barcelona.
Carreras s'ha declarat partidari de la independència política de Catalunya. Ho va fer per primer cop de forma pública el 29 de novembre de 2009 en una retransmissió en directe de GolTV al Camp Nou, el dia del Barça-Madrid, on de forma espontània crida una cosa que sent profundament «Visca Catalunya lliure!» Posteriorment ha confirmat el seu posicionament independentista en diverses aparicions públiques, com al programa Àgora de Tv3 (entrevistat per Xavier Bosch) o al programa El convidat de Tv3 (entrevistat per Albert Om). En aquestes dues entrevistes també explica com, sempre que surt a cantar, porta una petita senyera a la butxaca del frac o l'americana per sentir Catalunya a prop.
El futbol és una de les seves debilitats. Culer de tota la vida, Carreras freqüenta el Camp Nou per veure jugar el Barça. Quan està de viatge, el seu fill gran, Albert, el truca per telèfon els diumenges a la nit per informar-lo dels resultats de la jornada.

## Premis

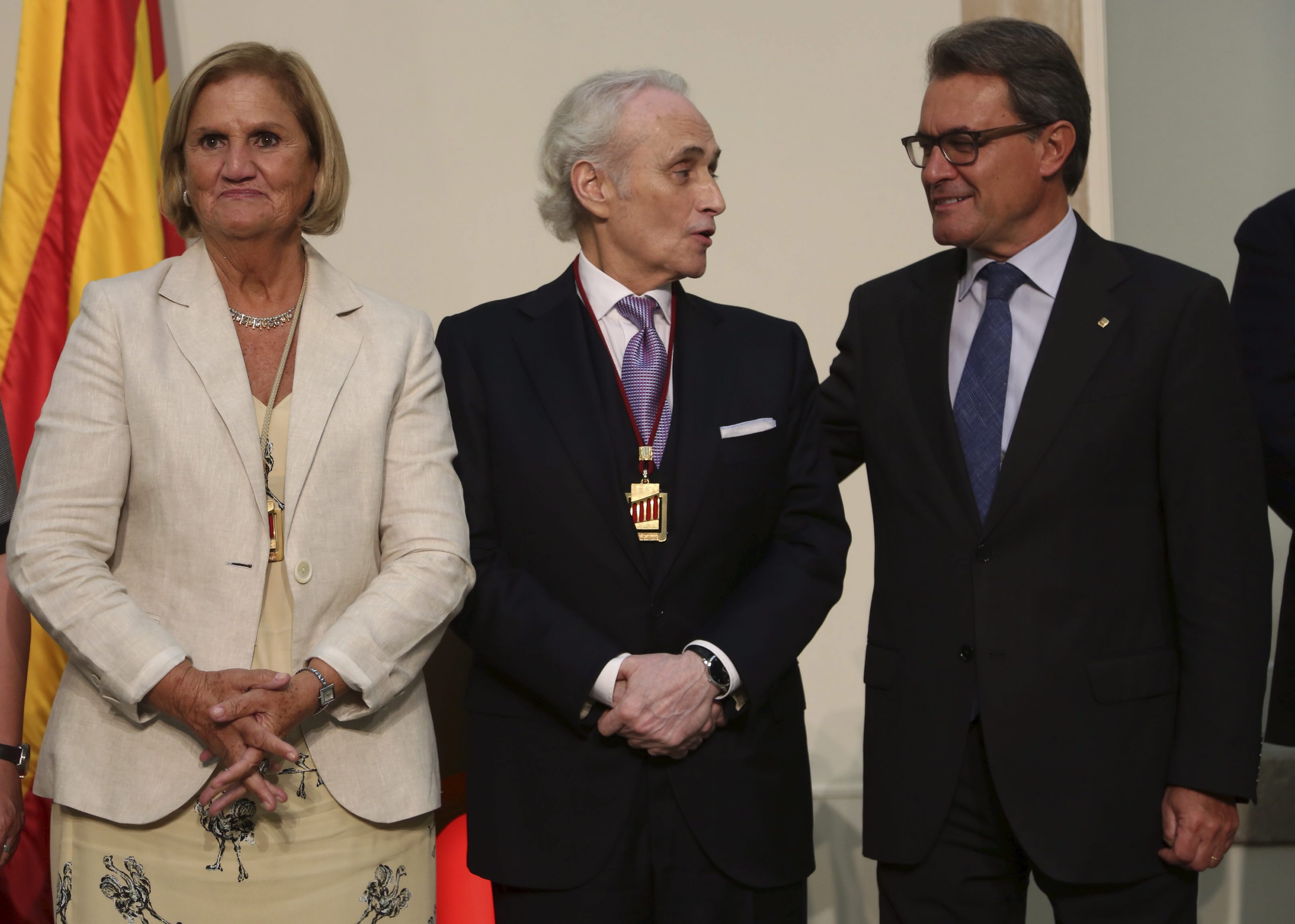
Josep Carreras guardonat amb la medalla d'honor del Parlament, en la categoria d'or.

Ha obtingut nombrosos premis i distincions tant nacionals com internacionals:
- Emmy de l'Academy of Television Arts and Sciences dels Estats Units.
- Grand Prix du Disque de l'Academia de París.
- Premi Luigi Illica.
- Premi Grammy el 1990 a la millor interpretació vocal clàssica, juntament amb Plácido Domingo i Luciano Pavarotti, per la seva interpretació de l'àlbum Els Tres Tenors. «
- Premi Sir Laurence Olivier.
- Membre Honorari de la London Royal Academy of Music, entre d'altres.
- Premi Príncep d'Astúries de les Arts de 1991, juntament amb Victòria dels Àngels, Teresa Berganza, Montserrat Caballé, Pilar Lorengar, Alfredo Kraus i Plácido Domingo.
- Premi Echo Klassik al conjunt de la seva obra, concedit el 2008 per la Deutsche Phono-Akademie.

Ha rebut les següents Medalles d'Or:
- Medalla d'Or del Gran Teatre del Liceu (2009)
- del New York Spanish Institute,
- de la ciutat de Viena,
- de Belles Arts atorgada per Sa Majestat el Rei d'Espanya (1985),[59]
- de la ciutat de Barcelona,
- Medalla d'Or de la Generalitat de Catalunya
- Medalla d'Or del Cercle del Liceu (2014).[60]

Va ser nomenat Ambaixador de Bona Voluntat de la UNESCO i va rebre l'Albert Schweitzer Music Award.
- Premi Memorial Francesc Macià per la Fundació Josep Irla (2013)
- Medalla d'Honor del Parlament de Catalunya (2014)[61]

## Interpretacions
La següent relació inclou les òperes interpretades per Josep Carreras. S'assenyala el paper només en el cas que no sigui el del primer tenor.
| Any  | Data           | Lloc          | Teatre                             | Paper                      | Òpera                     | Compositor         | Director                 | Altres cantants |
| ---- | -------------- | ------------- | ---------------------------------- | -------------------------- | ------------------------- | ------------------ | ------------------------ | --- |
| 1958 | 3 de gener     | Barcelona     | Gran Teatre del Liceu              | Trujaman                   | El Retablo de Maese Pedro | Manuel de Falla    | Josep Iturbi             | Manuel Ausensi, Josep Maria Escolà                                                                                                |
| 1959 | 1 de gener     | Barcelona     | Gran Teatre del Liceu              | L'infant                   | Amunt!                    | Joan Altisent      | Nino Verchi              | Lina Richarte, Lolita Torrentó, Augusto Vicentini, Miguel Aguerri                                                                 |
| 1959 | 17 de novembre | Barcelona     | Gran Teatre del Liceu              | Un nen                     | La bohème                 | Giacomo Puccini    | Armando La Rosa Parodi   | Renata Tebaldi, Gianni Raimondi, Josep Simorra, Giuditta Mazzoleni, Agostino Ferrin, Joan Rico, Alfredo Mariotti, Josep Torruella |
| 1970 | 8 de gener     | Barcelona     | Gran Teatre del Liceu              | Flavio                     | Norma                     | Vincenzo Bellini   | Carlo Felice Cillario    | Montserrat Caballé, Fiorenza Cossotto, Bruno Prevedi, Ivo Vinco                                                                   |
| 1970 | 4 de febrer    | Barcelona     | Gran Teatre del Liceu              |                            | Nabucco                   | Giuseppe Verdi     | Ottavio Ziino            | Emma Renzi, Alicia Maraslián, Bonaldo Giaiotti, Cornell MacNeil                                                                   |
| 1970 | 28 de maig     | Barcelona     | Palau de la Música Catalana        | Paco                       | La vida breve             | Manuel de Falla    | Rafael Frühbeck          | Enriqueta Tarrés, Inés Rivadeneira, Josep Simorra                                                                                 |
| 1970 | 19 d'agost     | Sant Sebastià |                                    | Arturo                     | Lucia di Lammermoor       | Gaetano Donizetti  | Rafael Frühbeck          | Cristina Deutekom, Alfredo Kraus, Antonio Blancas, Raimund Herinc                                                                 |
| 1970 | 19 de desembre | Barcelona     | Gran Teatre del Liceu              |                            | Lucrezia Borgia           | Gaetano Donizetti  | Reynald Giovaninetti     | Montserrat Caballé, Roger Soyer, Jane Berbie, Horacio Yadisernia                                                                  |
| 1971 | 20 de gener    | Barcelona     | Gran Teatre del Liceu              | Siebel                     | Faust                     | Charles Gounod     | Ottavio Ziino            | Mirella Freni, Michele Molese, Christian Du Plessis, Roger Soyer                                                                  |
| 1971 | abril          | París         |                                    | Oronte                     | I lombardi                | Giuseppe Verdi     |                          | |
| 1971 | 26 de juny     | Madrid        | Teatro de la Zarzuela              |                            | Maruxa                    | Amadeu Vives       | Enrique García Asensio   | Ángeles Chamorro, Antonio Blancas, Esteban Astarloa, María Orán                                                                   |
| 1971 | 18 de juliol   | Londres       | Royal Festival Hall                | Roberto Conte di Leicester | Maria Stuarda             | Gaetano Donizetti  | Manuel Asensio           | Montserrat Caballé, Verrett, Sage, Howell, Kemp                                                                                   |
| 1971 | 14 de novembre | Barcelona     | Gran Teatre del Liceu              |                            | Rigoletto                 | Giuseppe Verdi     | Ino Savini               | Cornell MacNeil, Carlo Bergonzi, Eileen Schelle, Harry Dworchak, Joyce Blackham, Harry Dworchak, Enric Serra                      |
| 1971 |                | Maó           |                                    | Edgardo di Ravenswood      | Lucia di Lammermoor       | Gaetano Donizetti  |                          | |
| 1971 |                | Saragossa     |                                    |                            | Lucia di Lammermoor       | Gaetano Donizetti  |                          | |
| 1971 |                | Praga         |                                    | Alfredo Germont            | La traviata               | Giuseppe Verdi     |                          | |
| 1971 |                | Tenerife      |                                    | Il Duca di Mantova         | Rigoletto                 | Giuseppe Verdi     |                          | |
| 1971 |                | París         |                                    |                            | Lucrezia Borgia           | Gaetano Donizetti  |                          | |
| 1972 | 12 de gener    | Parma         | Teatro Regio di Parma              | Rodolfo                    | La bohème                 | Giacomo Puccini    | Nino Bonavolontà         | Katia Ricciarelli, Colla, Tortura, Berselini                                                                                      |
| 1972 | 24 de gener    | Barcelona     | Gran Teatre del Liceu              |                            | Luisa Miller              | Giuseppe Verdi     |                          | Montserrat Caballé, Adolfo Camozzo, Joyce Blackham, Peter Glossop                                                                 |
| 1972 | 15 de març     | Nova York     | New York City Opera                |                            | Madama Butterfly          | Giacomo Puccini    | Giuseppe Morelli         | Nancy Shade, John Darrenkamp, Kay Creed                                                                                           |
| 1972 | 26 de març     | París         | Sala Pleyel                        |                            | Maria Stuarda             | Gaetano Donizetti  | Nello Santi              | Montserrat Caballé, Michele Vilma, Enric Serra, Maurizio Mazzieri                                                                 |
| 1972 | 2 de maig      | Londres       | Royal Festival Hall                |                            | Mefistofele               | Arrigo Boito       | Anton Guadagno           | Carol Neblett, Cesare Siepi |
| 1972 | 13 de maig     | Barcelona     | Palau de la Música Catalana        |                            | El giravolt de maig       | Eduard Toldrà      | Antoni Ros Marbà         | Montserrat Alavedra, Anna Ricci, Raimon Torres                                                                                    |
| 1972 | 10 de juliol   | Londres       | Royal Festival Hall                |                            | Caterina Cornaro          | Gaetano Donizetti  | Carlo Felice Cillario    | Montserrat Caballé, Enric Serra, Maurizio Mazzieri                                                                                |
| 1972 | 16 de juliol   | París         |                                    |                            | Lucrezia Borgia           | Gaetano Donizetti  | Pierre-Michel LeConte    | Vasso Papantoniou, José van Dam, Cora Canne-Meijer                                                                                |
| 1972 | 9 d'agost      | La Corunya    |                                    |                            | La bohème                 | Giacomo Puccini    | Eugenio M. Marco         | Ángeles Chamorro, Vicenç Sardinero, Enric Serra                                                                                   |
| 1972 | 13 d'agost     | La Corunya    |                                    |                            | La traviata               | Giuseppe Verdi     | Eugenio M. Marco         | Josefina Arregui, Vicenç Sardinero                                                                                                |
| 1972 | 9 de setembre  | Los Angeles   | Hollywood Bowl                     |                            | Rigoletto                 | Giuseppe Verdi     | James Levine             | Carol Neblett, Louis Quilico |
| 1972 | 21 de setembre | Nova York     | New York City Opera                |                            | La traviata               | Giuseppe Verdi     | Charles Wendelken-Wilson | Maralin Niska, Deborah Kieffer, Thomas Jamerson                                                                                   |
| 1972 | 28 de setembre | Nova York     | New York City Opera                |                            | Madama Butterfly          | Giacomo Puccini    | Giuseppe Morelli         | Nancy Shade, John Darrenkamp, Kay Creed                                                                                           |
| 1972 | 30 de setembre | Nova York     | New York City Opera                |                            | La bohème                 | Giacomo Puccini    | Giuseppe Morelli         | Nancy Shade, Elizabeth Carron, Richard Stilwell                                                                                   |
| 1972 | 8 d'octubre    | Nova York     | New York City Opera                |                            | Lucia di Lammermoor       | Gaetano Donizetti  | Ross Reimueller          | Patricia Brooks, Richard Fredricks, Robert Hale                                                                                   |
| 1972 | 31 d'octubre   | Nova York     | Alice Tully Hall                   |                            | La pietra del paragone    | Gioacchino Rossini | Newell Jenkins           | Beverly Wolff, Elaine Bonazzi, Anne Elgar, John Reardon                                                                           |
| 1972 | 16 de juliol   | Barcelona     | Gran Teatre del Liceu              |                            | Adriana Lecouvreur        | Francesco Cilea    | Gianfranco Masini        | Montserrat Caballé, Bianca Berini, Attilio D'Orazi, Orazio Mori                                                                   |
| 1972 | 7 de desembre  | Nova York     | Carnegie Hall                      |                            | I Lombardi                | Giuseppe Verdi     | Eve Queler               | Renata Scotto, Paul Plishka |
| 1972 | 26 de desembre | Parma         | Teatro Regio                       |                            | Un ballo in maschera      | Giuseppe Verdi     | Giuseppe Patané          | Guena Dimitrova, Piero Cappuccilli, Mirna Pecile                                                                                  |
| 1973 | 10 de febrer   | Reggio Emilia | Teatro Municipale di Reggio Emilia |                            | Un ballo in maschera      | Giuseppe Verdi     | Paolo Peloso             | Antonietta Stella, Vicenç Sardinero                                                                                               |
| 1973 | 24 de febrer   | Nova York     | New York City Opera                |                            | Lucia di Lammermoor       | Gaetano Donizetti  | Ross Reimueller          | Patricia Brooks, Richard Fredricks, Spiro Malas                                                                                   |
| 1973 | 3 de març      | Nova York     | New York City Opera                |                            | Rigoletto                 | Giuseppe Verdi     | Julius Rudel             | Vasile Martinoiu, Patricia Wise, Susanne Marsee                                                                                   |
| 1973 | 9 de març      | Nova York     | New York City Opera                |                            | Madama Butterfly          | Giacomo Puccini    | Charles Wendelken-Wilson | Maralin Niska, Deborah Kieffer, Thomas Jamerson                                                                                   |
| 1973 | 11 de març     | Nova York     | New York City Opera                |                            | La traviata               | Giuseppe Verdi     | Charles Wendelken-Wilson | Patricia Brooks, Seymour Schwartzman, William Ledbetter                                                                           |
| 1973 | 23 de març     | Marsella      |                                    |                            | L'elisir d'amore          | Gaetano Donizetti  | Gianfranco Rivoli        | Isabella Stramaglia, Paolo Montarsolo                                                                                             |
| 1973 | 7 d'abril      | Nova York     | New York City Opera                |                            | Tosca                     | Giacomo Puccini    | Christopher Keene        | Eileen Schauler, Richard Fredricks, James Billings                                                                                |
| 1973 | 13 d'abril     | Filadèlfia    | Philadelphia Lyric Opera           |                            | La traviata               | Giuseppe Verdi     | Anton Guadagno           | Montserrat Caballé, Nicola Mitic, Judith Alban-Wilk                                                                               |
| 1973 | 22 d'abril     | Nova York     | New York City Opera                |                            | Rigoletto                 | Giuseppe Verdi     | Julius Rudel             | Patricia Wise, Louis Quilico, Margaret Yauger                                                                                     |
| 1973 | 28 d'abril     | Nova York     | New York City Opera                |                            | Lucia di Lammermoor       | Gaetano Donizetti  | Charles Wendelken-Wilson | Patricia Brooks, David Clatworthy, Robert Hale                                                                                    |
| 1973 | 28 de juny     | Torí          |                                    |                            | Beatrice di Tenda         | Vincenzo Bellini   | Franco Mannino           | Ángeles Gulin, Elena Zilio, Renato Bruson                                                                                         |
| 1973 | 22 de juliol   | Buenos Aires  |                                    |                            | La traviata               | Giuseppe Verdi     | Juan Emilio Martini      | Gian-Piero Mastromei |
| 1973 | 18 de setembre | Tòquio        |                                    |                            | La traviata               | Giuseppe Verdi     | Nino Verchi              | Renata Scotto, Sesto Bruscantini                                                                                                  |
| 1973 | 17 d'octubre   | Nova York     | New York City Opera                |                            | La bohème                 | Giacomo Puccini    |                          | Maralin Niska, Andrea Bayard, Dominic Cossa                                                                                       |
| 1973 | 13 de novembre | San Francisco | New York City Opera                |                            | La bohème                 | Giacomo Puccini    | Jean Périsson            | Teresa Stratas, Bruce Yarnell, Ariel Bybee, Timothy Nolen                                                                         |
| 1973 | 6 de desembre  | Barcelona     | Gran Teatre del Liceu              |                            | La traviata               | Giuseppe Verdi     | Gianfranco Masini        | Montserrat Caballé, Vicenç Sardinero                                                                                              |
| 1973 | 23 de desembre | Parma         | Teatro Regio di Parma              |                            | I lombardi                | Giuseppe Verdi     | Carlo Felice Cillario    | Renata Scotto, Maurizio Mazzieri, Bernardino Trotta                                                                               |
| 1974 | 10 de gener    | Londres       |                                    |                            | Madama Butterfly          | Giacomo Puccini    | Gaetano Delogu           | Yasuko Hayashi, Delme Bryn-Jones, Noreen Berry                                                                                    |
| 1974 | 28 de gener    | Viena         |                                    |                            | Rigoletto                 | Giuseppe Verdi     | Walter Weller            | Reri Grist, Bruno Pola |
| 1974 | 22 de febrer   | Nova York     | New York City Opera                |                            | La bohème                 | Giacomo Puccini    | Giuseppe Morelli         | Patricia Brooks |
| 1974 | 24 de febrer   | Nova York     | New York City Opera                |                            | Tosca                     | Giacomo Puccini    | Giuseppe Morelli         | Eileen Schauler, Vern Shinall, James Billings                                                                                     |
| 1974 | 16 de març     | Londres       | Covent Garden                      |                            | La traviata               | Giuseppe Verdi     | John Pritchard           | Ileana Cotrubas |
| 1974 | 31 de març     | Múnic         |                                    |                            | Tosca                     | Giacomo Puccini    | Jesús López Cobos        | Marina Krilovici, Kostas Paskalis                                                                                                 |
| 1974 | 15 d'abril     | Londres       |                                    |                            | La traviata               | Giuseppe Verdi     | John Pritchard           | Ileana Cotrubas, Victor Braun |
| 1974 | 1 de maig      | Washington    | New York City Opera                |                            | Lucia di Lammermoor       | Gaetano Donizetti  | Ross Reimueller          | Ruth Welting, Pablo Elvira, Robert Hale                                                                                           |
| 1974 | 11 de maig     | Karlsruhe     |                                    |                            | La bohème                 | Giacomo Puccini    | Nino Verchi              | Katia Ricciarelli |
| 1974 | 15 de juny     | Madrid        | Teatro de la Zarzuela              |                            | Adriana Lecouvreur        | Francesco Cilea    | Giuseppe di Tomassi      | Montserrat Caballé |
| 1974 | 23 de juny     | Berlín        | Deutsche Oper                      | Viscardo di Benvento       | Il Giuramento             | Saverio Mercadante | Gerd Albrecht            | Agnes Baltsa |

- 1974, Torí: a la Messe de Requiem, de Giuseppe Verdi
- 1975, Milà La Scala : Riccardo, a Un ballo in maschera, de Giuseppe Verdi
- 1975, Torí: Gaston, a Jerusalem, de Giuseppe Verdi
- 1977, Ais de Provença: Roberto Devereux, a Roberto Devereux, de Gaetano Donizetti
- 1977, Milà: Don Carlo, a Don Carlos, de Giuseppe Verdi
- 1978, Hamburg: Ein Sänger, a Der Rosenkavalier, de Richard Strauss
- 1978, Milà: Don Alvaro, a La forza del destino de Giuseppe Verdi
- 1978, San Francisco: Werther, a Werther, de Jules Massenet
- 1979, Barcelona: André Chénier, a Andrea Chénier, d'Umberto Giordano
- 1979, Gènova: Enzo Grimaldo, a La Gioconda, d'Amilcare Ponchielli
- 1979, Salzburg: Radamès, a Aida, de Giuseppe Verdi
- 1981, Viena: Éléazar, a La Juive, de Jacques Fromental Halévy
- 1982, Madrid: Don José, a Carmen, de Georges Bizet
- 1983, Barcelona: Roméo, a Roméo et Juliette, de Charles Gounod
- 1983, Barcelona: Jean, a Hérodiade, de Jules Massenet
- 1983, Londres: Manrico, a Il trovatore, de Giuseppe Verdi
- 1983, Viena: Calaf, a Turandot, de Giacomo Puccini
- 1984, Viena: Gabriele Adorno, a Simon Boccanegra, de Giuseppe Verdi
- 1986, Madrid: Canio, a I Pagliacci, de Ruggero Leoncavallo
- 1986, Viena: Poliuto, a Poliuto, de Gaetano Donizetti
- 1989, Barcelona: Cristobal, a Cristobal Colon, de Leonardo Balada
- 1989, Mèrida: Giasone, a Medea, de Luigi Cherubini
- 1990, Peralada: Samson, a Samson et Dalila, de Camille Saint-Saëns
- 1992, Zúric: Il Conte Loris Ipanoff, a Fedora, d'Umberto Giordano
- 1993, Londres: Stiffelio, a Stiffelio, de Giuseppe Verdi
- 1998, Zúric: Sly, d'Ermanno Wolf-Ferrari
- 2004, Barcelona: Recital amb Lluís Llach: Junts amb cançons tradicionals i de Lluís Llach. Se n'ha editat un disc.

Llista no exhaustiva.